# Dead Presidents
"Dead Presidents" é o single de estreia lançado em promoção pelo rapper Jay-Z do seu álbum de estreia Reasonable Doubt. O título é uma gíria para dinheiro porque retratos de presidentes mortos americanos aparecem na maioria do dinheiro americano. O produtor da canção Ski sampleou "A Garden of Peace" de Lonnie Liston Smith para a melodia da faixa e "Oh My God (Remix)" do A Tribe Called Quest para sua percussão. O single foi um sucesso comercial indicado pela sua certificação da RIAA como um single de ouro em Junho de 1996.
O verdadeiro single "Dead Presidents" não aparece no primeiro álbum de Jay-Z, mas "Dead Presidents II" aparece. "Dead Presidents II" tem a mesma batida e refrão que a original, mas letras diferentes.
"Dead Presidents I" é as vezes considerada como uma das melhores canções de hip hop de todos os tempos. "Dead Presidents II" foi votada o número 16 nas 100 Melhores Canções de Rap do About.com.